# Pustelniki (ptaki)
Pustelniki (Phaethornithinae) – podrodzina ptaków z rodziny kolibrowatych (Trochilidae).

## Zasięg występowania
Podrodzina ta obejmuje gatunki występujące w Ameryce.

## Systematyka
Do podrodziny należą następujące rodzaje:
- Eutoxeres Reichenbach, 1849
- Ramphodon Lesson, 1830 – jedynym przedstawicielem jest Ramphodon naevius (C. Dumont, 1818) – piłodziobek.
- Glaucis Boie, 1831
- Threnetes Gould, 1852
- Anopetia Simon, 1918 – jedynym przedstawicielem jest Anopetia gounellei (Boucard, 1891) – pustelnik białosterny.
- Phaethornis Swainson, 1827